# لی جون
لی جون (انگلیسی: Lei Jun؛ زادهٔ ۱۶ دسامبر ۱۹۶۹) کارآفرین، بازرگان و مدیر ارشد اجرایی چینی است، که در حال حاضر به‌عنوان مدیر عامل و رئیس هیئت مدیره شرکت شیائومی فعالیت می‌کند.